# Мценськ
Мценськ — місто в Росії, районний центр Орловської області. Місто обласного підпорядкування.
Населення 44,7 тис. чол. (2010), третє за величиною місто в області після міст Орел і Лівни. Мценськ розташований на річці Зуша (притока Оки), за 56 км від Орла.

## Історія

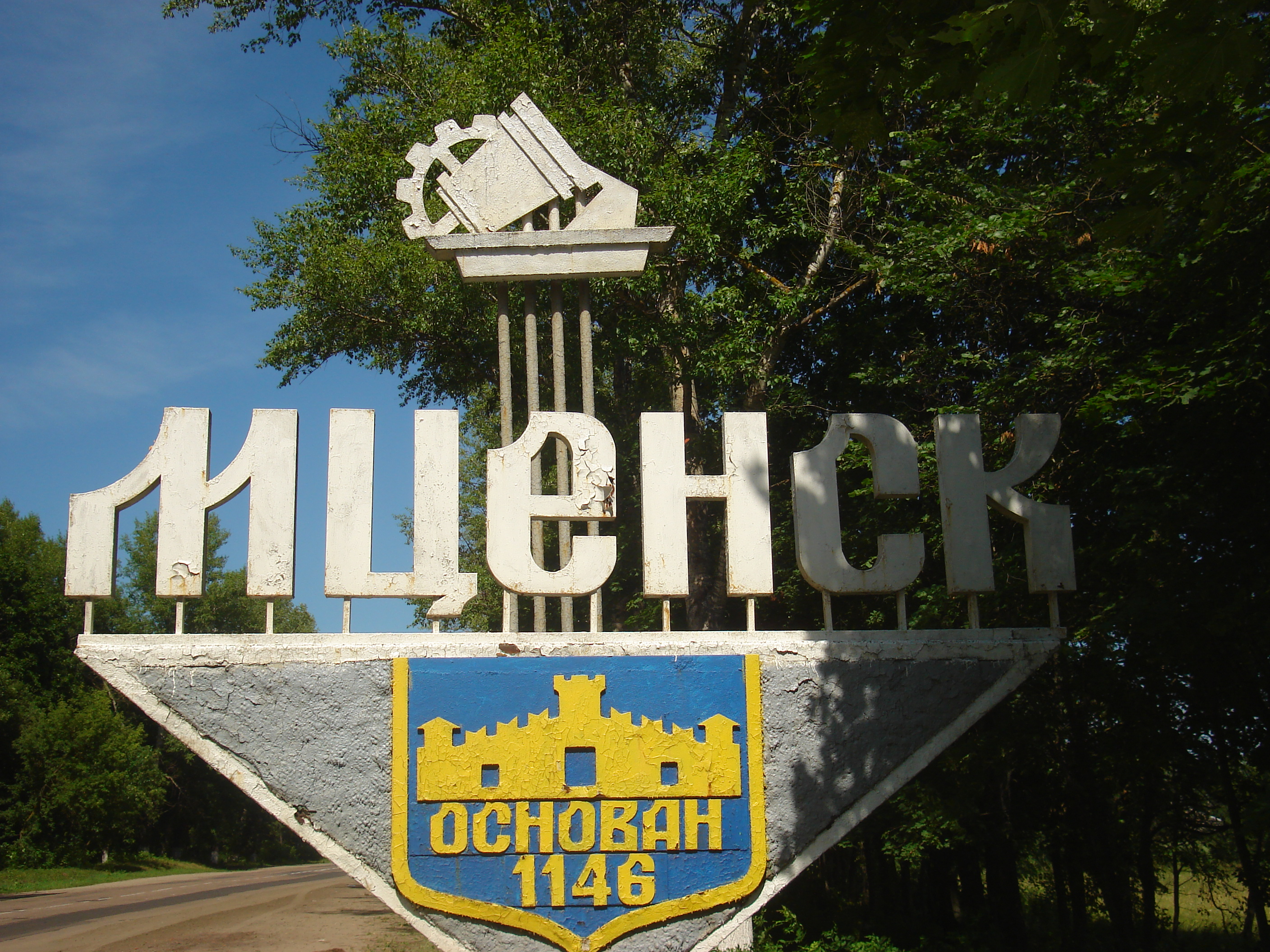
В'їзд в місто

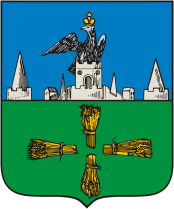
Герб 1781 року

Місто вперше згадане в Никонівському літописі в 1146 році. З 1320 місто перебувало під владою Литви, остаточно увійшов до складу Московської держави в 1505 році.

## Пам'ятки
У місті збереглася низка пам'яток архітектури, у тому числі храми XVII—XIX століть: Вознесенська церква (кінець XVII століття), Введенська церква з дзвіницею (1670-ті роки), Троїцька церква (1777), купецькі будинки. За 12 км від Мценська розташоване Спасько-Лутовинове родове помістя І. С. Тургенєва, нині музей-заповідник.

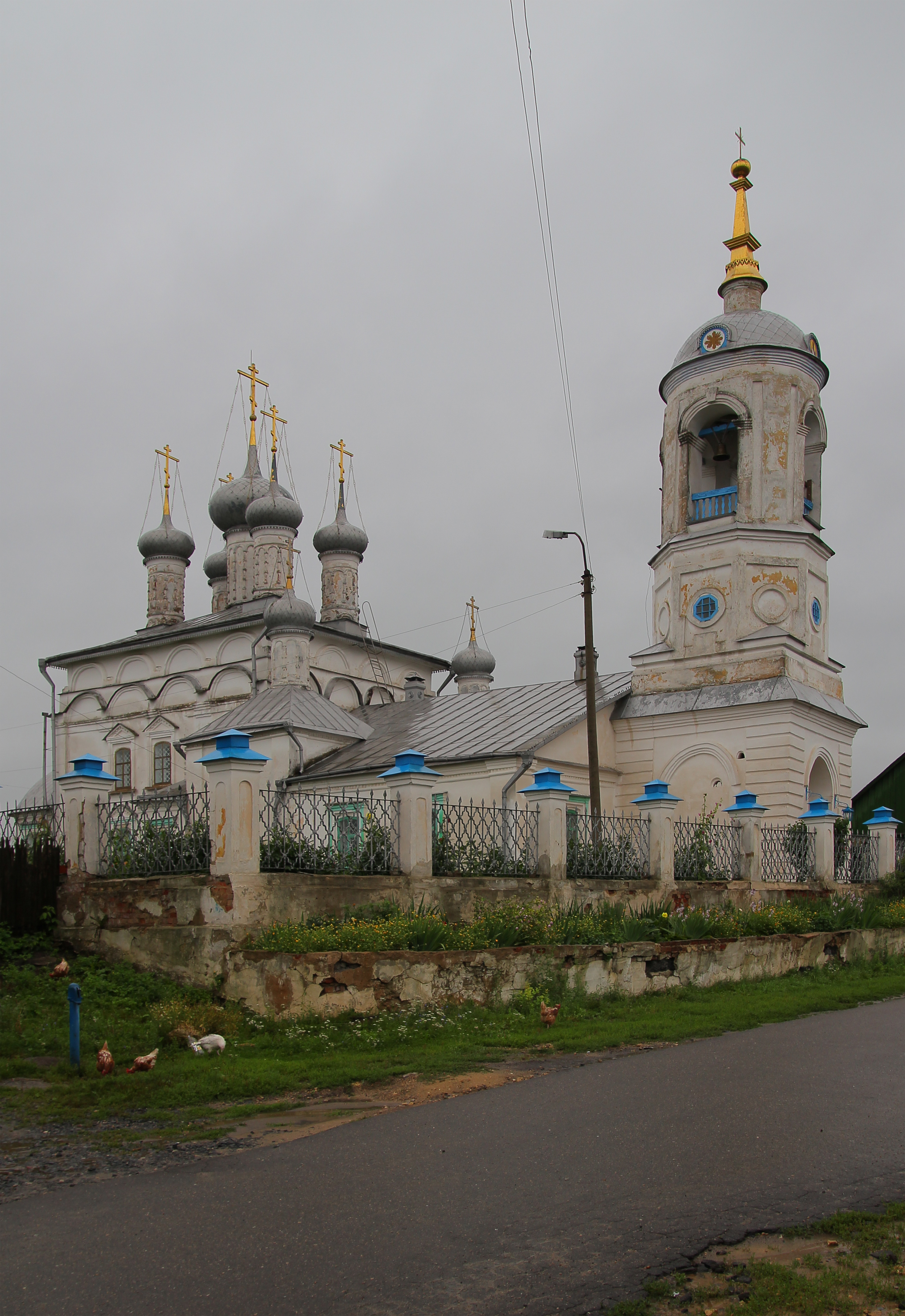
Введенська церква

Мценськ знаменитий як один із центрів мереживоплетіння в Росії та як місце дії творів М. С. Лєскова «Леді Макбет Мценського повіту» і (частково) «Лівша». У будинку, де жила прототип «леді Макбет», тепер розташоване міське відділення УВС.
У пансіонаті «Мценськ» (колишній пансіонат «ЗіЛ») на захід від міста — гірськолижний курорт, має 10 підіймачів.

## Відомі люди
- Недолужко Владлен Григорович — український актор, кінорежисер.